# Gerward (biskup włocławski)
Gerward herbu Leszczyc (zm. 31 października lub 1 listopada 1323 w Awinionie) – biskup włocławski, polityk i dyplomata, bliski współpracownik Władysława Łokietka.

## Życiorys
Pochodził z możnego i licznie rozgałęzionego w Wielkopolsce i na Kujawach rodu Leszczyców, z jego gałęzi wywodzącej się z Ostrowa, posiadającej znaczne majętności pomiędzy Inowrocławiem a Bydgoszczą. Miał dwóch braci: Stanisława, prepozyta kujawskiego i Przezdrzewa, kasztelana kruszwickiego oraz siostrę Małgorzatę. O młodości i początkach kariery Gerwarda nie ma informacji. Pierwsza pochodzi dopiero z 1293 r., kiedy to był już kanonikiem kruszwickim. Później został prepozytem kapituły kujawskiej we Włocławku. W grudniu 1300 r. został wybrany przez kapitułę włocławską biskupem. Wacław II, będący królem Czech i Polski, wyraził na nominata zgodę i arcybiskup gnieźnieński Jakub Świnka dokonał jego konsekracji.
Gerward okazał się dobrym administratorem, dbałym o interesy diecezji. Z licznych dokumentów zakupu i zamiany dóbr ziemskich wynika, że biskup prowadził szeroką działalność gospodarczą i powiększył znacznie dobra biskupstwa. Zakładał nowe wsie na prawie niemieckim. Lokował miasto Wolbórz w Ziemi sieradzkiej, które stało się faktyczną drugą siedzibą biskupstwa. Budował zamki obronne, m.in. w Raciążu. Udzielał pożyczek pod zastaw majątków klasztorom, rycerzom, książętom, również Władysławowi Łokietkowi. W ten sposób biskupstwo nabywało nieraz nowe majętności, jeżeli pożyczki nie były spłacane. Dbałość o rozwój gospodarczy diecezji prowadziła nieraz do sporów. Piotrowi Święcy, namiestnikowi Pomorza z ramienia Wacława II, zarzucił biskup przejęcie w czasie sprawowania urzędu dochodów biskupstwa. Powołany sąd polubowny nakazał zwrócić oskarżonemu 2 000 grzywien toruńskich. Książąt kujawskich: Przemysława i Kazimierza oskarżył Gerward o grabienie dóbr biskupstwa. Książęta uwięzili biskupa, a ten nie zawahał się przed rzuceniem na nich ekskomuniki. Ostatecznie w 1311 r. doszło do ugody. Z biskupem płockim Florianem, również Leszczycem, ale z innej gałęzi rodu pochodzącej z Kościelca koło Pakości, toczył biskup włocławski długotrwały spór o granicę diecezji. Ustalono ją ostatecznie w 1321 r. Nie oznacza to, że Gerward nie dbał o krewnych. Utrzymywał silne więzy z rodzinami Leszczyców należących do jego gałęzi rodu. Energicznie popierał ich przedstawicieli w staraniach o godności kościelne.
Administrowanie diecezją było jednak tylko jedną z dziedzin działalności aktywnego biskupa. Bardzo duże zasługi położył on na polu zjednoczenia Polski pod berłem Władysława Łokietka. Po śmierci Wacława II w 1305 r. związał się z Łokietkiem, cały czas go wspomagając. W 1306 r. brał udział w rokowaniach rozejmowych z Czechami w Brześciu Kujawskim. Uczestniczył w opanowaniu przez księcia Władysława Pomorza, będącego częścią diecezji włocławskiej i był świadkiem hołdu rycerstwa pomorskiego. Po podboju Pomorza przez Krzyżaków, dążenia Łokietka do odzyskania tej ziemi silnie wiązały się z interesem diecezji włocławskiej, a jednocześnie działania Gerwarda, wykonującego bezwzględnie wbrew zakonowi, uprawnienia biskupa na tym terenie, przyczyniały się do utrzymania więzi utraconej prowincji z Polską. Ściąganie dziesięciny z Pomorza, wykonywanie tam jurysdykcji kościelnej, wywoływało protesty Krzyżaków i ich akcję dyplomatyczną w kurii papieskiej przeciw Gerwardowi. Ten okazał się jednak zręcznym dyplomatą.
W 1318 r. wyruszył z poselstwem do papieża rezydującego w Awinionie. Główną sprawą jaką miał załatwić była zgoda na koronację Władysława Łokietka. Był prawdopodobnie pomysłodawcą i autorem tzw. supliki sulejowskiej, uchwalonej przez ogólnopaństwowy wiec odbyty w tym mieście, popierającej dążenia Łokietka. Wyposażony w ten sposób w pełnomocnictwo nie tylko księcia, ale i społeczeństwa, pomimo kontrakcji dyplomatycznej Krzyżaków i pretendenta do tronu polskiego Jana Luksemburskiego, uzyskał od papieża Jana XXII zapewnienie o braku sprzeciwu wobec koronacji. Podjął również w kurii papieskiej energiczną akcję przeciw zakonowi krzyżackiemu, przedstawiając krzywdy wyrządzone Polsce i jego diecezji. Udało mu się uzyskać wyznaczenie sędziów mających prowadzić proces kanoniczny w tej sprawie. Odbył się on w Inowrocławiu (I proces polsko-krzyżacki 1320–1321), a Gerward był jednym z głównych świadków oskarżenia.
Prawdopodobnie wpływ na pozytywne nastawienie papieża miała zgoda Polaków na korzystniejszy dla papiestwa sposób naliczania świętopietrza. Stanowisko kolektora (poborcy) tej daniny zapewnił sobie biskup Gerward. Funkcję tę wykorzystywał do zaznaczenia podległości krzyżackiego Pomorza, polskiej prowincji kościelnej. Wbrew protestom zakonu, osobiście i przez pełnomocników ściągał daninę denara świętego Piotra z Pomorza i Ziemi Chełmińskiej na rzecz papiestwa.
W 1323 r. Gerward ponownie udał się do Awinionu, aby przeciwdziałać dyplomacji krzyżackiej zmierzającej do podważenia korzystnego dla Polski wyroku inowrocławskiego. Wkrótce po przybyciu na miejsce zmarł w dniu 31 października lub 1 listopada 1323 r. Został pochowany w awiniońskim kościele pod wezwaniem świętego Jana Ewangelisty.
Biskup Gerward był jedną z wybitniejszych postaci Polski swojego czasu. Już współcześni docenili jego zasługi dla odbudowy Królestwa Polskiego. Odnotowując śmierć biskupa kronikarz zapisał, iż zmarł fautor et promotor corone Polonice gentis. Dzięki Gerwardowi ranga biskupstwa włocławskiego wzrosła w hierarchii kościelnej. Stało się ono po biskupstwie krakowskim drugim co do starszeństwa biskupstwem metropolii gnieźnieńskiej i rangę tę zachowało do rozbiorów Polski (patrz urzędy senatorskie).